# Zbigniew Sekulski
Zbigniew Mieczysław Sekulski (ur. 8 listopada 1947 w Sieradzu) – polski działacz opozycyjny w PRL, jeden z założycieli Ruchu Obrony Praw Człowieka i Obywatela, działacz polskiej sekcji Amnesty International, piosenkarz.

## Życiorys
Od początku lat 70. uczestniczył w nieformalnych działaniach kultury niezależnej, śpiewał utwory własne oraz innych twórców (m.in. Boba Dylana, występował także klubach studenckich. Przyjaźnił się z Karolem Głogowskim, który wciągnął go w działalność opozycyjną. W latach 1971–1975 studiował socjologię na Wydziale Ekonomiczno-Socjologicznym Uniwersytetu Łódzkiego. W styczniu 1976 był sygnatariuszem jednego z listów protestacyjnych przeciwko zmianom w Konstytucji PRL. Od 1976 współpracował z Komitetem Obrony Robotników, w marcu 1977 został jednym z sygnatariuszy deklaracji założycielskiej Ruchu Obrony Praw Człowieka i Obywatela (tzw. Apelu do społeczeństwa polskiego), ale wspierał także działania Komitetu Samoobrony Społecznej „KOR”. Również od 1977 działał w polskiej sekcji Amnesty International.
Na początku 1981  wspierał strajkujących studentów łódzkich, w sierpniu tegoż roku uczestniczył w I Przeglądzie Piosenki Prawdziwej. W związku z ogłoszeniem Stanu wojennego był od 13 grudnia 1981 do czerwca 1982 internowany, przebywał w zakładach karnych w Łęczycy i Łowiczu. W 1982 wyemigrował do USA, w latach 1983-1989 organizował spotkania polityczno-kulturalne na Uniwersytecie Kalifornijskim, w 1997 powrócił do Polski. Zajmuje się profesjonalnie śpiewaniem autorskich piosenek poetyckich.
Za działalność opozycyjną został odznaczony Krzyżem Kawalerskim Orderu Odrodzenia Polski (2007) oraz Krzyżem Wolności i Solidarności (2020).